# Trapelus megalonyx
Trapelus megalonyx är en ödleart som beskrevs av  Günther 1864. Trapelus megalonyx ingår i släktet Trapelus och familjen agamer. Inga underarter finns listade i Catalogue of Life.